# 越南共产党中央政治局
越南共产党中央政治局是越南共产党中央领导机构，一般包括国家主要机构和党内主要部门的负责人，实际掌握越南国家大权。现为第十三届中央政治局，由在2021年1月31日越共十三届一中全会上当选的18名成员组成。
越南共产党于1931年在香港九龙成立时，并无此机构。1935年3月越南共产党第一次全国代表大会第一次中央执行委员会举行时，仍没有政治局的设置，只有当时在中央执行委员会有委员13人，其中常务委员9人，候补有委员4人。直至1951年二大时政治局才开始设置。
越南共产党曾经在1996年第八次全国代表大会期间设立中央政治局常务委员会，但2001年第九次代表大会召开后废除政治局常委。

## 历届政治局

### 第二届政治局
越南共产党第二届中央政治局委员（1951年选出，7人）：
- 胡志明：越共中央主席、国家主席
- 长征：越共中央第一书记
- 黎笋：南方局第一书记
- 范文同：总理
- 武元甲：国防部长
- 阮志清：越南人民军总政治部主任
- 黄国越：越南总工会主席
- 黎文良：越南驻苏联大使

### 第三届政治局
越南共产党第三届中央政治局委员（1960年选出，11人）：
- 胡志明：越共中央主席、国家主席
- 黎笋：越共中央第一书记
- 长征：越南国会主席
- 范文同：越南政府总理
- 范雄：越南政府副总理
- 武元甲：越南国防部长
- 黎德寿：越共中央对外联络部部长、中央组织部长
- 阮志清：越共南方局第一书记
- 阮維楨：越南政府外交部长
- 黎清毅：越南政府副总理
- 黄文欢：越南驻华大使
- 候补委员
  - 陈国环：越南政府公安部长
  - 文进勇：越南人民军总参谋长

### 第四届政治局
越南共产党第四届中央政治局委员（1976年选出，14人）：
| 排名 | 姓名                      | 任期开始       | 任期结束      | 职务                   |
| ---- | ------------------------- | -------------- | ------------- | ---------------------- |
| 1    | 黎笋 (Lê Duẩn)            | 1976年12月20日 | 1982年3月31日 | 越共中央总书记         |
| 2    | 长征 (Trường Chinh)       | 1976年12月20日 | 1982年3月31日 | 国会主席               |
| 3    | 范文同 (Phạm Văn Đồng)    | 1976年12月20日 | 1982年3月31日 | 政府总理               |
| 4    | 范雄 (Phạm Hùng)          | 1976年12月20日 | 1982年3月31日 | 副总理                 |
| 5    | 黎德寿 (Lê Đức Thọ)       | 1976年12月20日 | 1982年3月31日 | 越共中央组织部部长     |
| 6    | 武元甲 (Võ Nguyên Giáp)   | 1976年12月20日 | 1982年3月31日 | 国防部长               |
| 7    | 阮維楨 (Nguyễn Duy Trinh) | 1976年12月20日 | 1982年3月31日 | 外交部长               |
| 8    | 黎清毅 (Lê Thanh Nghị)    | 1976年12月20日 | 1982年3月31日 | 副总理                 |
| 9    | 陈国环 (Trần Quốc Hoàn)   | 1976年12月20日 | 1982年3月31日 | 公安部长               |
| 10   | 文进勇 (Văn Tiến Dũng)    | 1976年12月20日 | 1982年3月31日 | 越南人民军总参谋长     |
| 11   | 黎文良 (Lê Văn Lương)     | 1976年12月20日 | 1982年3月31日 | 河内市委书记           |
| 12   | 阮文灵 (Nguyễn Văn Linh)  | 1976年12月20日 | 1982年3月31日 | 胡志明市市委书记       |
| 13   | 武志公 (Võ Chí Công)      | 1976年12月20日 | 1982年3月31日 | 副总理                 |
| 14   | 朱辉珉 (Chu Huy Mân)      | 1976年12月20日 | 1982年3月31日 | 越南人民军总政治部主任 |

| Rank | 姓名                 | 任期开始       | 任期结束      | 职务                                 |
| ---- | -------------------- | -------------- | ------------- | ------------------------------------ |
| 1    | 素友 (Tố Hữu)        | 1976年12月20日 | 1980年        | 中央宣传部部长                       |
| 2    | 武文杰 (Võ Văn Kiệt) | 1976年12月20日 | 1982年3月31日 | 西贡—嘉定市市委书记 胡志明市市委书记 |
| 3    | 杜梅 (Đỗ Mười)       | 1980年         | 1982年3月31日 | 副总理                               |

### 第五届政治局
越南共产党第五届中央政治局委员（1982年选出，13人）：
- 黎笋：越共中央总书记
- 长征：国务委员会主席
- 范文同：总理
- 范雄：副总理、公安部长
- 黎德寿：中央军委副书记
- 阮基石：外交部长
- 童士元：副总理
- 文进勇：国防部长
- 武志公：副总理
- 朱辉珉：越南人民军总政治部主任
- 素友：越共中央民运部部长
- 武文杰：副总理
- 杜梅：副总理
- 黎德英：越南人民军副总参谋长、侵柬部队司令员
- 阮德心：越共中央组织部部长

### 第六届政治局
越南共产党第六届中央政治局委员（1986年选出，14人）：
- 阮文灵：越共中央总书记
- 范雄：总理
- 武志公：国务委员会主席
- 杜梅：副总理
- 武文杰：副总理
- 黎德英：国防部长
- 阮德心：越共中央组织部部长
- 阮基石：外交部长
- 童士元：副总理
- 陈春白：越共中央民运部部长
- 阮升平：
- 段奎：越南人民军总参谋长
- 梅志寿：公安部长
- 陶维松：越共中央宣传部部长

### 第七届政治局
越南共产党第七届中央政治局委员（1991年选出，13人）：
- 杜梅：总书记
- 黎德英：国家主席
- 武文杰：总理
- 陶维松：越共中央宣传部部长
- 段奎：国防部长
- 武莺：越共中央经济部部长
- 黎福寿：越共中央农业部部长
- 潘文凯：副总理
- 裴善吾：公安部长
- 农德孟：国会主席
- 范世阅：河内市委书记
- 阮德平：越共中央组织部部长
- 武珍志：胡志明市市委书记

### 第八届政治局
越南共产党第八届中央政治局委员（1996年选出，19人）：
- 杜梅：越共中央总书记，1997年12月越共八届四中全会退休
- 黎德英：国家主席，1997年12月越共八届四中全会退休
- 武文杰：总理，1997年12月越共八届四中全会退休
- 农德孟：国会主席，1997年12月越共八届四中全会当选政治局常委
- 黎可漂：越南人民军总政治局主任，1997年12月越共八届四中全会当选政治局常委、总书记
- 段奎：岘港军区政委，1999年去世
- 潘文凯：副总理，后任总理，1997年12月越共八届四中全会当选政治局常委
- 阮孟琴：外交部长，后任副总理
- 阮德平：越共中央理论委员会主席
- 阮文安：越共中央组织部部长
- 范文茶：国防部长
- 陈德良：副总理，后任国家主席，1997年12月越共八届四中全会当选政治局常委
- 阮氏春美：越共中央检查委员会主任
- 张晋创：胡志明市市委书记，后任越共中央经济部部长
- 黎春松：河内市委书记，后任越共中央思想文化部部长
- 黎明香：公安部长
- 阮廷肆：越共中央科学与教育部长，1996年当选政治局委员后即去世
- 范世阅：越南祖国阵线主席，1997年12月越共八届四中全会当选政治局常委
- 阮晋勇：越共中央经济部部长，1997年任常务副总理
- 范清银：越南人民军总政治局主任，1997年12月越共八届四中全会递补为政治局委员
- 阮明哲：越共中央民运部部长，后任胡志明市委书记，1997年12月越共八届四中全会递补为政治局委员
- 潘演：岘港市市委书记，1997年12月越共八届四中全会递补为政治局委员
- 阮富仲：河内市委副书记，后任河内市委书记，1997年12月越共八届四中全会递补为政治局委员

### 第九届政治局
越南共产党第九届中央政治局委员（2001年4月选出，15人，开始不设中央政治局常委职务）：
- 农德孟（总书记）八届政治局常委、国会主席
- 陈德良（国家主席）八届政治局常委、国家主席
- 潘文凯（总理）八届政治局常委、总理
- 阮明哲（胡志明市市委书记）八届政治局委员、中央民运部部长
- 阮晋勇（第一副总理）八届政治局委员、常务副总理
- 黎明香（公安部部长，2004年去世）八届政治局委员、公安部部长
- 阮富仲（中央理论委员会主席、河内市委书记）八届政治局委员、河内市委书记
- 潘演（书记处常务书记）八届政治局委员、岘港市市委书记
- 黎鸿英（中央检查委员会主任，黎明香去世后转任公安部部长）
- 张晋创（中央经济部部长）八届政治局委员、中央经济部部长
- 范文茶（国防部长）八届政治局委员、国防部长
- 阮文安（国会主席）八届政治局委员、中央组织部部长
- 张光得（国会副主席）原中央民运部部长
- 陈庭欢（书记处书记、中央组织部部长）原越共中央办公厅主任
- 阮科恬（书记处书记、中央思想文化部部长）原文化通讯部部长

### 第十届政治局
越共第十届中央政治局委员（2006年4月选出，14人）
- 农德孟（总书记、越共中央军事委员会书记）九届政治局委员、总书记
- 阮明哲（国家主席、国家国防与安全委员会主席）九届政治局委员、胡志明市市委书记
- 阮晋勇（总理）九届政治局委员、第一副总理
- 黎鸿英（公安部长）九届政治局委员、公安部长
- 张晋创（书记处常务书记）九届政治局委员、中央经济部长
- 张永仲（书记处书记、副总理）九届书记处书记、中央内政部长
- 范家谦（副总理、外交部长）原副总理
- 冯光青（国防部长）原越南人民军总参谋长
- 阮富仲（国会主席）九届政治局委员、河内市市委书记、中央理论委员会主席
- 黎清海（胡志明市市委书记）原胡志明市市长
- 阮文芝（书记处书记、中央检查委员会主任）九届书记处书记、中央检查委员会主任
- 范光毅（书记处书记、河内市委书记）原文化通讯部部长
- 胡德越（中央组织部部长）原国会科技环境委员会主任
- 阮生雄（常务副总理）原财政部长

### 第十一届政治局
越共第十一届中央政治局委员（16人）
2011年1月19日选出，14人：
- 阮富仲：越共中央總書記，原国会主席(至2011年7月)，越共第八、九、十届中央政治局委员
- 阮晋勇：总理，越共第八、九、十届中央政治局委员
- 张晋创：國家主席（2011年7月當選），原书记处常务书记(至2011年8月)，越共第八、九、十届中央政治局委员
- 阮生雄：國會主席（2011年7月當選），原常務副总理，越共第十届中央政治局委员
- 冯光青：国防部部长，越共第十届中央政治局委员
- 黎鸿英：越共中央書記處常務書記（2011年8月出任），原公安部长(至2011年8月)，越共第九、十届中央政治局委员
- 范光毅：河内市委书记，越共第十届中央政治局委员
- 黎清海：胡志明市委书记，越共第十届中央政治局委员
- 苏辉若：越共中央書記處書記、中央組織部部長，原中央宣教部部长，越共第十届中央政治局委员
- 丁世兄：越共中央書記處書記、中央宣教部部長，原人民报总编辑，越南记者协会主席
- 吴文谕：越共中央書記處書記、中央檢察委員會主任，原越共中央办公厅主任
- 阮春福：副總理（2011年8月當選），原政府办公厅主任
- 陈大光：公安部部長（2011年8月當選），原公安部副部长
- 丛氏放：国会副主席

2013年5月增補，2人：
- 阮善仁：祖国阵线中央委员会主席
- 阮氏金銀：国会副主席

### 第十二届政治局
越共第十二届中央政治局委员（19人）
2016年1月选出，19人：
| 排名 | 姓名     | 任期开始      | 任期结束      | 职务 | 备注 |
| ---- | -------- | ------------- | ------------- | --- | --- |
| 1    | 阮富仲   | 2016年1月28日 |               | 越共中央委员会总书记 越南社会主义共和国主席 越共中央军事委员会书记 越共中央反腐败指导委员会主任          | |
| 2    | 陈大光   | 2016年1月28日 | 2018年9月21日 | 越南国家主席 越共中央军事委员会常务委员 越共中央司法改革指导委员会主任                                   | 于2018年9月21日因病逝世 |
| 3    | 阮氏金銀 | 2016年1月28日 |               | 越南国会主席                                                                                             | |
| 4    | 吴春历   | 2016年1月28日 |               | 越共中央军事委员会副书记 国防部部长                                                                      | |
| 5    | 苏林     | 2016年1月28日 |               | 公安部部长                                                                                               | |
| 6    | 阮春福   | 2016年1月28日 |               | 越南政府总理、政府党组干事会书记 越共中央军事委员会常务委员 经济结构调整和增长模式转型国家指导委员会主任 | |
| 7    | 阮善仁   | 2016年1月28日 |               | 越共胡志明市委书记                                                                                       | |
| 8    | 丁世兄   | 2016年1月28日 | 2018年3月2日  | 越共中央书记处常务书记                                                                                   | 2017年7月30日，陈国旺代理丁世兄越共中央书记处常务书记职务 2018年3月2日，被免去党内一切职务以继续接受长期治疗                                            |
| 9    | 范明政   | 2016年1月28日 |               | 越共中央书记处书记 越共中央组织部部长                                                                    | |
| 10   | 丛氏放   | 2016年1月28日 |               | 越南国会常务副主席                                                                                       | |
| 11   | 王廷惠   | 2016年1月28日 |               | 越南政府副总理 国家目标计划中央指导委员会主任                                                            | |
| 12   | 陈国旺   | 2016年1月28日 |               | 越共中央书记处常务书记                                                                                   | |
| 13   | 范平明   | 2016年1月28日 |               | 越南政府副总理 外交部部长(兼)                                                                            | |
| 14   | 张氏梅   | 2016年1月28日 |               | 越共中央书记处书记 越共中央民运部部长                                                                    | |
| 15   | 张和平   | 2016年1月28日 |               | 越南政府常务副总理                                                                                       | |
| 16   | 阮文平   | 2016年1月28日 |               | 越共中央书记处书记 越共中央经济部部長                                                                    | |
| 17   | 武文賞   | 2016年1月28日 |               | 越共中央书记处书记 越共中央宣教部部长 越共中央对外通讯报道工作指导委员会主任                             | |
| 18   | 丁罗升   | 2016年1月28日 | 2017年5月7日  | 越共胡志明市委书记                                                                                       | 2017年5月7日，被给予其党内警告处分，免去胡志明市委书记职务 2018年1月22日，因越南国家油气集团贪腐案，被判有期徒刑13年 2018年5月9日，被给予其开除党籍处分 |
| 19   | 黄忠海   | 2016年1月28日 |               | 越共河內市委书记                                                                                         | |

### 第十三届政治局
越共第十三届中央政治局委员（16人）
2021年1月31日越共十三届一中全会选出，共18人。
2024年5月16日越共十三届九中全会补选，共4人。
| 排名 | 姓名           | 任期开始      | 任期结束       | 职务                                                               | 备注                                                                                                |
| ---- | -------------- | ------------- | -------------- | ------------------------------------------------------------------ | --------------------------------------------------------------------------------------------------- |
| 现任 |                |               |                |                                                                    | |
| 1    | 苏林大将       | 2021年1月31日 |                | 越共中央委员会总书记 越共中央军委书记                              | 2024年5月22日当选国家主席 2024年8月3日当选越共总书记和军委书记 2024年10月21日辭任国家主席           |
| 2    | 梁强大将       | 2021年1月31日 |                | 越共中央军委常委 越南国家主席 越南国防安全委员会主席               | 2024年5月16日接任中央书记处常务书记 2024年10月21日当选国家主席 2024年10月25日辞任中央书记处常务书记 |
| 3    | 范明政         | 2021年1月31日 |                | 越南政府总理                                                       | |
| 4    | 陈青敏         | 2021年1月31日 |                | 越南国会主席                                                       | 2024年5月20日当选                                                                                   |
| 5    | 陈锦秀         | 2021年1月31日 |                | 越共中央书记处常务书记 越共中央检查委员会主任                      | 2024年10月25日接任中央书记处常务书记                                                                |
| 6    | 潘文江大将     | 2021年1月31日 |                | 越共中央军委副书记 越南国防部部长                                  | 2021年6月17日接任中央军委副书记                                                                     |
| 7    | 潘廷镯         | 2021年1月31日 |                | 越共中央书记处书记 越共中央内政部部长                              | |
| 8    | 阮文年         | 2021年1月31日 |                | 越共胡志明市委书记                                                 | |
| 9    | 阮和平         | 2021年1月31日 |                | 越共中央书记处书记 越南政府副总理                                  | 2024年8月26日辞任最高人民法院院长，当选政府副总理                                                   |
| 10   | 阮春胜         | 2021年1月31日 |                | 越共中央理论委员会主席 胡志明国家政治学院院长                      | |
| 11   | 黎明兴         | 2024年5月16日 |                | 越共中央书记处书记 越共中央组织部部长                              | |
| 12   | 阮仲义上将     | 2024年5月16日 |                | 越共中央书记处书记 越共中央宣教部部长                              | |
| 13   | 裴氏明怀       | 2024年5月16日 |                | 河内市委书记 （页面存档备份，存于）                                | 2024年7月17日卸任越共中央书记处书记和越共中央民运部部长，转任河内市委书记                           |
| 14   | 杜文戰         | 2024年5月16日 |                | 越共中央书记处书记 祖国阵线主席                                    | |
| 15   | 梁三光公安大将 | 2024年8月16日 |                | 越南公安部部长                                                     | |
| 16   | 阮维玉公安上将 | 2025年1月23日 |                | 越共中央书记处书记 越共中央检查委员会主席                          | |
| 逝世 |                |               |                |                                                                    | |
|      | 阮富仲         | 2021年1月31日 | 2024年7月19日  | 越共中央委员会总书记 越共中央军委书记 越共中央反腐败指导委员会主任 | 2024年7月19日因病逝世 （页面存档备份，存于）                                                        |
| 辞职 |                |               |                |                                                                    | |
|      | 阮春福         | 2021年1月31日 | 2023年1月17日  | 越南国家主席                                                       | 2023年1月17日辞职                                                                                   |
|      | 王廷惠         | 2021年1月31日 | 2024年4月26日  | 越南国会主席                                                       | 2024年4月26日辞职                                                                                   |
|      | 张氏梅         | 2021年1月31日 | 2024年5月16日  | 越共中央书记处常务书记 越共中央组织部部长                          | 2024年5月16日辞职                                                                                   |
|      | 武文賞         | 2021年1月31日 | 2024年3月20日  | 越南国家主席                                                       | 2023年3月2日当选 2024年3月20日辞职                                                                  |
|      | 范平明         | 2021年1月31日 | 2022年12月30日 | 越南政府副总理                                                     | 2022年12月被责令辞去中央政治局委员、中央委员职务 2023年1月，被免去政府副总理职务                    |
|      | 陈俊英         | 2021年1月31日 | 2024年1月31日  | 越共中央经济部部长                                                 | 2024年1月31日辞去党政职务，退休                                                                     |
|      | 丁进勇         | 2021年1月31日 | 2024年6月19日  | 越共河内市委书记                                                   | 2024年6月19日辞职                                                                                   |